# Целинное (Башкортостан)

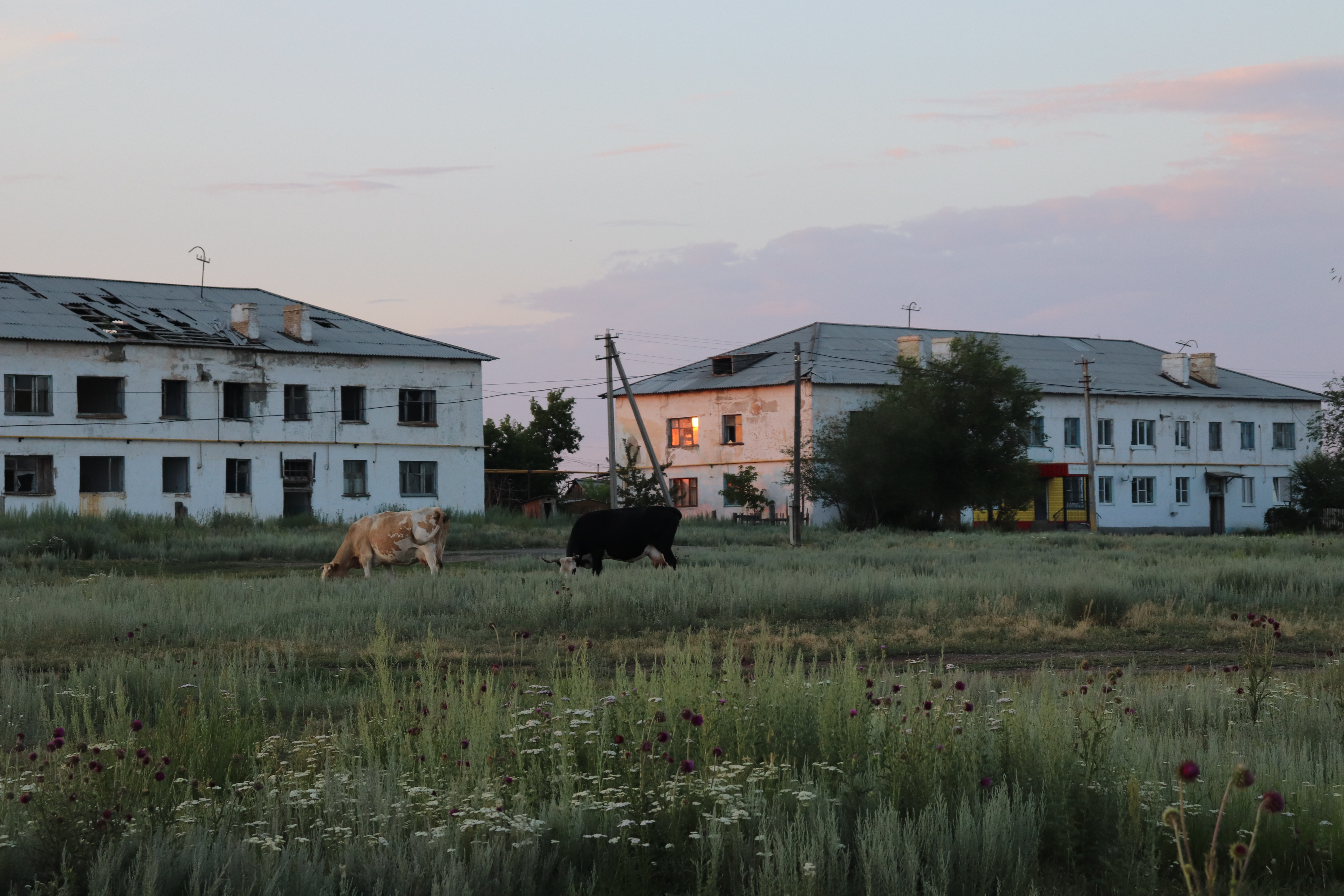
Полузаброшенные двухэтажки в западной части села Целинное.

Цели́нное (баш. Сиҙәм) — село в Хайбуллинском районе Башкортостана. Административный центр Целинного сельсовета. Согласно переписи 2020 года население составляло 744 человека.

## География
Расстояние до:
- районного центра (Акъяр): 54 км,

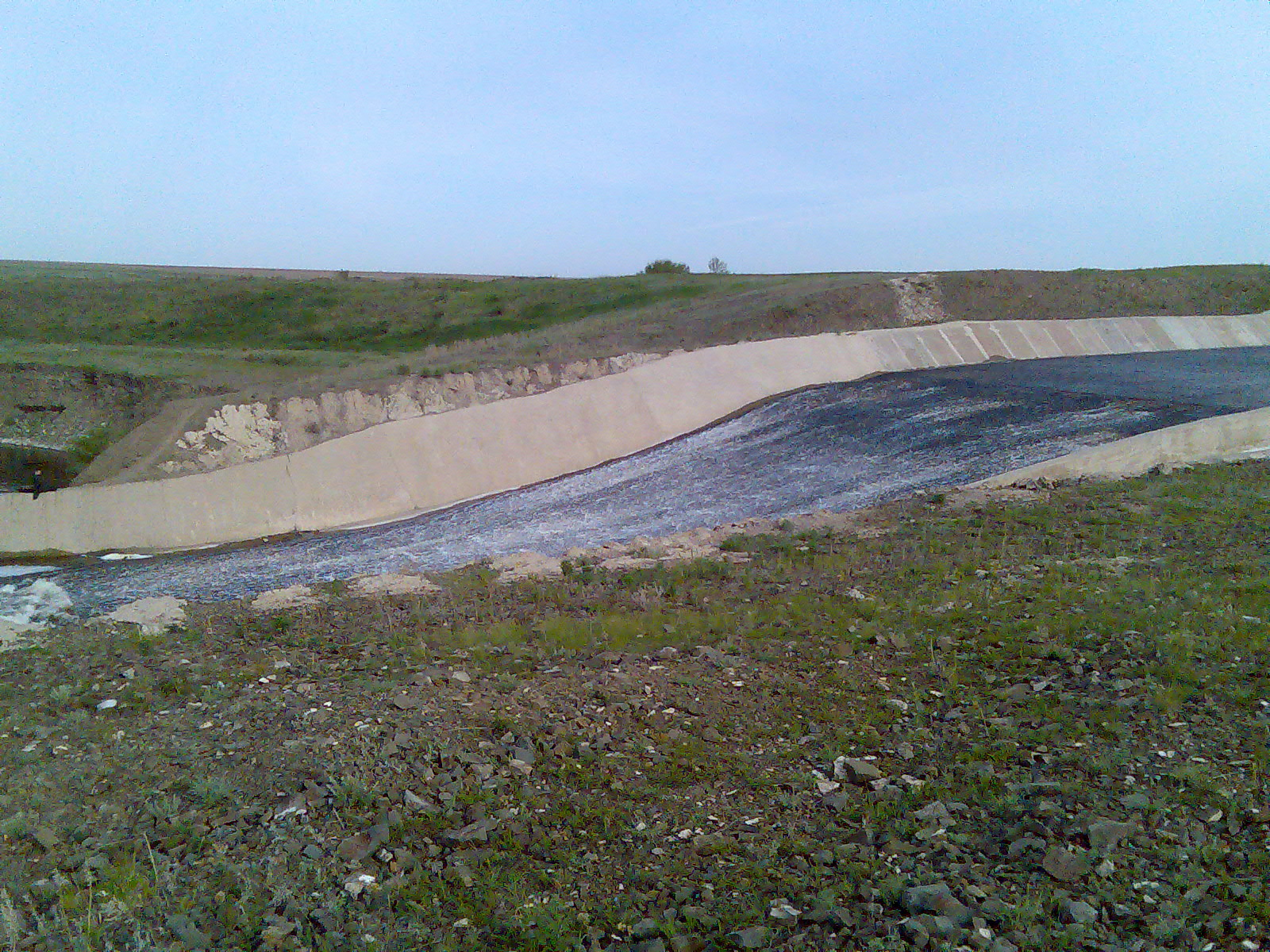
Река Большая Уртазымка перед вступлением в село.

- ближайшей ж/д станции (Сибай): 58 км.

## История
Населенный пункт основан в 1954 г. Основателями села стали коммунисты и комсомольцы, которые были направлены для освоения степных зауральских земель в период поднятия целины. На месте бывшего башкирского хутора (баш. Йәйләү) был организован палаточный городок, которую позже стали именовать как улица Целинная. Со временем и населенный пункт стал называться Целинным.
В 2005 году населённый пункт получил современные название и статус.

## Население
| 2002 | 2010  |
| ---- | ----- |
| 1175 | ↘1120 |

Национальный состав
Согласно переписи 2002 года, преобладающая национальность — башкиры (70 %).

## Памятники
- Памятник В. И. Ленину
- Памятник воинам, павшим в ВОВ 1941—1945 гг.
- Памятная стела, посвящённая 70-летию села.

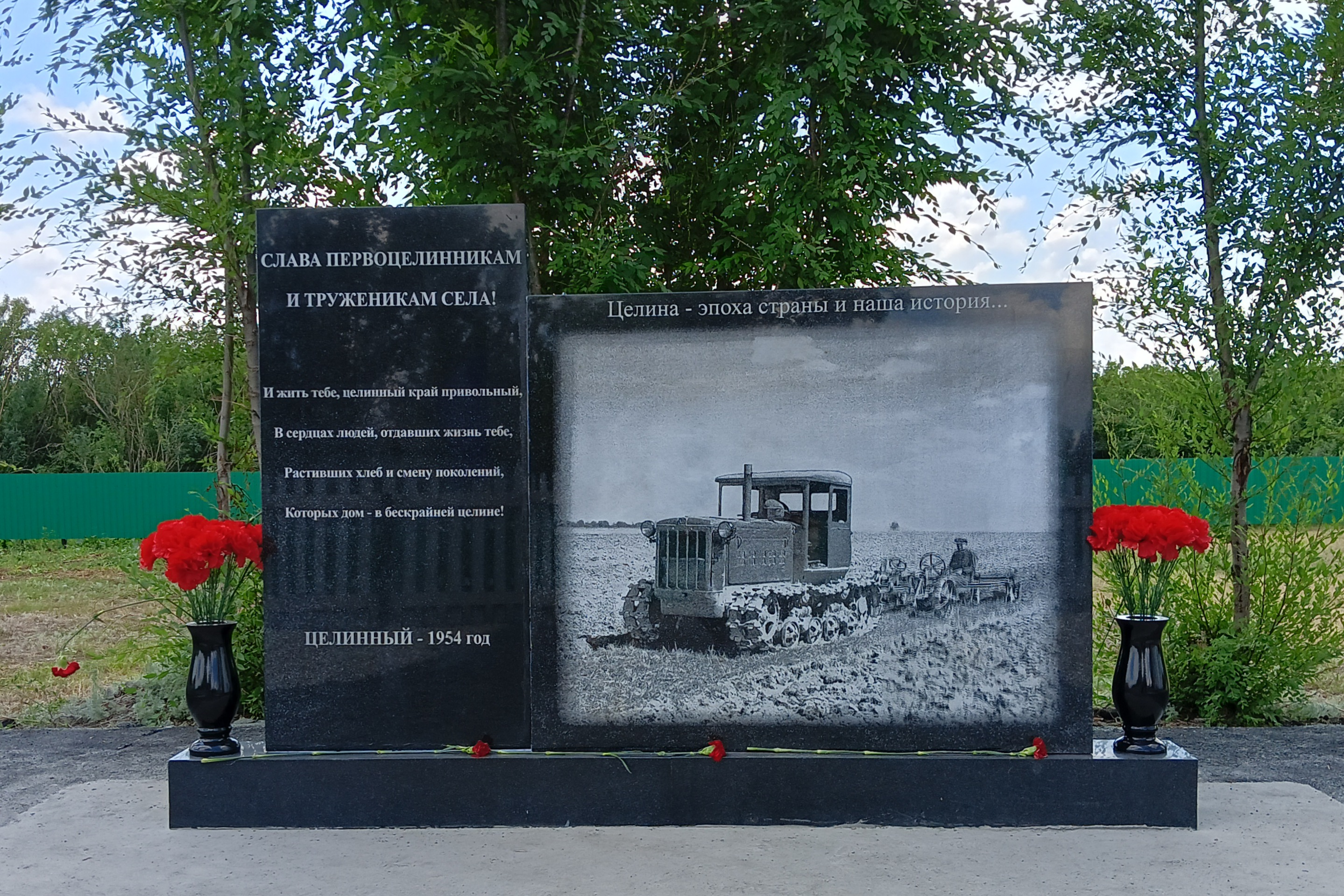
Памятная стела, посвящённая 70-летию села.

## Религия
В 2010 году в Целинном открыли мечеть «Эл-Фэжр». В мусульманский храм перестроили здание старой сельской школы. Инициатором строительства мечети стал имам-хатиб Хасан Исхаков.